# Alicenula
Alicenula is een geslacht van kreeftachtigen uit de klasse van de Ostracoda (mosselkreeftjes).

## Soort
- Alicenula furcabdominis (Keyser, 1975) Rossetti & Martens, 1998